# 보이보
보이보(중국어 정체자: 薄一波, 1908년 2월 17일 – 2007년 1월 15일)는 중국의 정치 및 군사 지도자이다. 산시성 신저우시 딩샹현 출신인 그는 1980년대와 1990년대에 중국의 혁명원로 중 한 명이었다.

## 생애
17세에 중국공산당에 입당한 후, 그는 고향인 산시성 타이위안에서 공산당 조직원으로 일했다. 1928년 톈진의 본부에서 중국 북부의 공산유격대 조직으로 진급했으나 1931년 국민당 경찰에 체포되어 투옥되었다. 1936년 공산당의 암묵적인 지원으로 보이보는 석방을 보장하기 위해 반공 고백서에 서명했다. 석방된 후 보이보는 산시(山西)로 돌아와 공산주의자들과 다시 합류하여 1949년 공산당이 중국 본토의 통일을 완료할 때까지 중국 북부에서 국민당과 일본 제국과 싸웠다.
보이보의 경력 동안 그는 중국공산당의 초대 재무부 장관, 공산당 정치국 위원, 부총리, 국가경제위원회 주석, 당 중앙자문위원회 부주임 등을 역임했다. 보이보는 1966년 사인방에 의해 숙청되었지만, 마오쩌둥이 사망한 후인 1970년대 후반 덩샤오핑에 의해 복권되었다. 중국공산당 충칭시 당위원회 당서기를 역임했던 보시라이는 그의 아들이기도 하다.